# PC Engine Fan
PC Engine Fan è stata una rivista giapponese dedicata ai videogiochi per PC, pubblicata da Tokuma Shoten dal 1988 al 1996.

## Storia
Il primo numero di PC Engine Fan fu pubblicato alla fine del 1988. La rivista nacque come una sezione in Family Computer Magazine, ma alla fine divenne una pubblicazione autonoma. Aveva due titoli gemelli, MSX Fan e Mega Drive Fan.
La copertina e le illustrazioni che presentava erano fatte molto spesso da Akemi Takada. Dal 1993 in poi inoltre comparve la mascotte ufficiale del periodico in esse, Mana.
PC Engine Fan fu uno degli ultimi a dedicarsi ai giochi per NES. Chiuse nel 1996, ma due speciali chiamati Super PC Engine Fan Deluxe furono pubblicati nel 1997.